# Greg Smith (Eishockeyspieler)
Gregory James Smith (* 18. Juli 1955 in Ponoka, Alberta) ist ein ehemaliger kanadischer Eishockeyspieler, der im Verlauf seiner aktiven Karriere zwischen 1973 und 1988 unter anderem 892 Spiele für die California Golden Seals, Cleveland Barons, Minnesota North Stars, Detroit Red Wings und Washington Capitals in der National Hockey League auf der Position des Verteidigers bestritten hat.

## Karriere
Smith verbrachte seine Juniorenzeit zunächst bis 1973 in der Alberta Junior Hockey League bei den Calgary Canucks, ehe der Kanadier von dort den eher ungewöhnlichen Weg an eine US-amerikanische Hochschule wagte. Der Verteidiger verfolgte ab dem Sommer 1973 ein Studium am Colorado College. Parallel spielte er in den folgenden drei Jahren für die Universitätsmannschaft in der Western Collegiate Hockey Association, einer Division im Spielbetrieb der National Collegiate Athletic Association. Während dieser Zeit wurde Smith sowohl im NHL Amateur Draft 1975 in der vierten Runde an 57. Stelle von den California Golden Seals aus der National Hockey League als auch im WHA Amateur Draft 1975 in der siebten Runde an 94. Position von den Calgary Cowboys aus der World Hockey Association ausgewählt.
Nach Abschluss seines Studiums wurde Smith zum Ende der Saison 1975/76 von den California Golden Seals in deren NHL-Kader berufen und gab dort sein Profidebüt. Zudem bestritt er weitere Spiele für den Kooperationspartner Salt Lake Golden Eagles in der Central Hockey League. Mit Beginn der Saison 1976/77 stand der Abwehrspieler für die folgenden zwei Spielzeiten im Kader der Cleveland Barons, nachdem das Franchise von Oakland im Bundesstaat Kalifornien nach Richfield im Bundesstaat Ohio nach Cleveland umgesiedelt worden war. Als das Cleveland-Franchise nach zweijähriger Teilnahme am Spielbetrieb im Sommer 1978 in das der Minnesota North Stars überging, gehörte Smith zu den Spielern, die von Minnesota im NHL Dispersal Draft 1978 übernommen wurden.
Er spielte weitere drei Jahre für das Team in der NHL, ehe er im August 1981 gemeinsam mit den Transferrechten an Don Murdoch und einem Erstrunden-Wahlrecht im NHL Entry Draft 1982 zu den Detroit Red Wings transferiert wurde. Als Gegenleistung erhielt Minnesota ein Erstrunden-Wahlrecht im selben Draft von den Red Wings. Smith lief insgesamt fast fünf Jahre für die Red Wings auf, ehe ihn zum Ende der Spielzeit 1985/86 ein weiteres Transfergeschäft zu den Washington Capitals führte. Während mit ihm John Barrett in die Hauptstadt wechselte, erhielt Detroit Darren Veitch. Nach zwei Spieljahren in Washington beendete Smith im Sommer 1988 im Alter von 33 Jahren und 892 NHL-Einsätzen seine Karriere als Aktiver.

### International
Für sein Heimatland nahm Smith in den Jahren 1977 in der österreichischen Hauptstadt Wien und 1979 in Moskau jeweils an der Weltmeisterschaft teil. Bei beiden Teilnahmen verpasste der Stürmer mit dem jeweils vierten Platz im Endklassement einen Medaillengewinn mit den Ahornblättern. Smith bestritt insgesamt 15 WM-Spiele für die kanadische Nationalmannschaft und verbuchte dabei zwei Scorerpunkte, darunter ein Tor.

## Karrierestatistik

### International
Vertrat Kanada bei:
- Weltmeisterschaft 1977
- Weltmeisterschaft 1979

(Legende zur Spielerstatistik: Sp oder GP = absolvierte Spiele; T oder G = erzielte Tore; V oder A = erzielte Assists; Pkt oder Pts = erzielte Scorerpunkte; SM oder PIM = erhaltene Strafminuten; +/− = Plus/Minus-Bilanz; PP = erzielte Überzahltore; SH = erzielte Unterzahltore; GW = erzielte Siegtore; 1 Play-downs/Relegation; Kursiv: Statistik nicht vollständig)